# Bayly Island
Bayly Island ist ein im Durchmesser 500 m großer und im Zentrum 150 m hoher Klippenfelsen im Südatlantik. Er ist der östlichste Felsen in der Westgruppe der Clerke Rocks und ein beliebtes Brutgebiet antarktischer Meeresvögel.
Das UK Antarctic Place-Names Committee benannte die Insel 2009. Namensgeber ist der britische Astronom William Bayly (1737–1810), der den britischen Seefahrer James Cook bei dessen zweiter Südseereise (1772–1775) auf der Adventure begleitet hatte, bei der 1775 die Clerke Rocks entdeckt wurden.